# 3-oxoacyl-(acyl-carrier-protein) réductase
La 3-oxoacyl-[acyl-carrier-protein] réductase, ou 3-oxoacyl-ACP réductase, est une oxydoréductase qui catalyse la réaction :
β-cétoacyl-ACP + NADPH+H+  {\displaystyle \rightleftharpoons }  (3R)-3-hydroxyacyl-ACP + NADP+.
C'est l'une des enzymes du complexe acide gras synthase de la biosynthèse des acides gras.